# Distrito Federal de Bogotá
El Distrito Federal de Bogotá fue un ente jurídico territorial colombiano creado el 23 de julio de 1861, a fin de que la ciudad fuera residencia del gobierno federal de los entonces Estados Unidos de Colombia. Sus límites fueron los ríos Arzobispo y San Francisco (por el norte), Fucha (por el sur), Bogotá (por el oeste) y los Cerros Orientales (por el este). Fue suprimido el 11 de mayo de 1864 y su territorio reincorporado al Estado Soberano de Cundinamarca.

## Historia
La idea de Bogotá como distrito contenedor de la capital nacional había sido objeto de debate desde principios del siglo XIX, especialmente desde la conformación de la Gran Colombia, momento en el cual se preveía que la ciudad debería tener un orden territorial distinto al de las demás del país.
Tras la implementación del sistema federal en Colombia en 1858, se creó el Distrito Federal de Bogotá con el fin de que sirviera de asiento para los poderes federales. La capital del Estado Soberano de Cundinamarca fue trasladada a Funza. Si bien dicha entidad existió pocos años (1861-1864) fue un precedente importante para el territorio que más tarde se vendría a configurarse como distrito capital en el siglo XX.

## Organización territorial
El distrito federal quedó dividido en cuatro distritos parroquiales a través de la Ordenanza 2 de 1863. Estos distritos eran La Catedral, Las Nieves, San Victorino y Santa Bárbara. Estas divisiones eran, a su vez, distritos electorales.

## Estructura orgánica
El poder municipal era el encargado de la administración de distrito. Se dividía a su vez en los poderes judicial, legislativo y ejecutivo, que eran ejercidos sobre el distrito por distintos cuerpos colegiados, elegidos por medio del sufragio directo y escrito. Es así como a través de la ordenanza 11 de 1863 quedaron conformados de la siguiente manera:
- El poder legislativo se correspondía la municipalidad.
- El poder ejecutivo se correspondía al jefe municipal y a los alcaldes.
- El poder judicial era ejercido por la Suprema Corte de Justicia de la Unión, por los jueces del distrito judicial de la ciudad, y por los jueces de los distritos parroquiales.

## Lista de gobernantes
Tras ser constituida la ciudad de Bogotá en distrito federal por decreto del 23 de julio de 1861, dicha entidad, independiente de Cundinamarca, tuvo los siguientes gobernadores:
- Andrés Cerón: 23 de junio de 1861 - 23 de noviembre de 1861
- José Rojas Garrido: 23 de noviembre de 1861 - 24 de mayo de 1862
- Medardo Rivas: 24 de mayo de 1862 - octubre de 1862
- Miguel Gutiérrez Nieto: octubre de 1862 - junio de 1863